# Мохаммади, Зара
Зара Мохаммади или Захра Мохаммади (курдский: زارا محەممەدی; род. Деголан) — курдская активистка и учительница курдского языка. Би-би-си назвали Зару Мохаммади одной из 100 вдохновляющих и влиятельных женщин 2022 года. Зара была приговорена к пяти годам заключения в женской тюрьме Сандадж за обучение людей своему родному языку. Революционный суд Сандаджа обвинил её в подрыве национальной безопасности Ирана путем создания групп и комитетов, которые угрожают национальной безопасности. Она также член совета директоров Ножинского культурно-общественного совета.
Несмотря на то, что она была приговорена к пяти годам лишения свободы, 10 февраля 2023 года Зара вышла на свободу, несмотря на отсутствие просьбы об амнистии с её стороны или же со стороны её адвоката.